# Shaul Carmel
Shaul Carmel (în ebraică שאול כרמל, nume la naștere Saul Croitoru, n. 6 iulie 1937, Ștefănești, Botoșani, Regatul României – d. 31 martie 2011) a fost un poet israelian de limbă română, născut într-o familie de evrei din România.

## Biografie
Din partea mamei, Shaul Carmel era urmașul unei familii de cântăreți evrei, bunicul său Reb Yosele Shapira fiind cunoscut ca „hazan” (cantor).  
După ce a absolvit Liceul „August Treboniu Laurian” din Botoșani, Shaul a venit la București, unde a studiat la Școala de Literatură și Critică Literară „Mihai Eminescu”.
Debutul literar Carmel l-a făcut în paginile literare ale ziarului „Clopotul” din Botoșani, al lui Scarlat Callimachi. Prima culegere de versuri, „Raze de soare”, el a publicat-o în 1956 în „Iașul literar”.
În 1965, fost silit să părăsească România, și s-a stabilit în Israel. A publicat în toate ziarele și revistele de limbă română din Israel. Shaul Carmel a fost vicepreședinte al Uniunii Asociațiilor Scriitorilor din Israel timp de 12 ani și unul din fondatorii și președinte ai Asociației Scriitorilor Israelieni de Limba Română. Poeziile sale au fost traduse în mai multe limbi: engleză, maghiară, olandeză, sârbă, slovacă, idiș, chineză. A scris trei antologii traduse în ebraică, rusă și arabă. În anul 1985 a scris o piesă publicata în ebraică sub titlul „Kohó shel arafel” (Puterea ceței). Carmel a fost coautor al volumului de interviuri "Pacea și-a ucis soldatul", 1996, consacrat memoriei fostului premier israelian Ițhak Rabin. Este unul din cei patru scriitori evrei de origine română din Israel, recunoscuți ca scriitori moderni, reprezentativi ai limbii române.
Shaul Carmel a tradus în ebraică din poezia românească, de pildă, din versurile lui Eminescu și Ana Blandiana.
Prin Decretul Nr. 369 din 17 martie 2008, cu ocazia împlinirii a 70 de ani de viață, în semn de înaltă apreciere pentru contribuția personală la îmbogățirea patrimoniului cultural românesc și universal, președintele României i-a conferit lui Shaul Carmel Ordinul Meritul Cultural în grad de Ofițer, Categoria A „Literatură”.
În octombrie 2008, Shaul Carmel, președintele Asociației Scriitorilor Israelieni de Limbă Română, i-a trimis înapoi președintelui Traian Băsescu decorația pe care acesta i-o acordase în martie 2008, după ce șeful statului român, revenind dintr-o vizită în Siria, a omis numele Israelului, menționând în mod eronat "Palestina" ca pe unul din vecinii Siriei

## Cărți
- 1956 Raze de soare
- 1958  Întâia făclie
- 1967  Jurnal de front
- 1968  Florile nisipului
- 1970   Răspântii
- 1981   Cu mâna pe inimă
- 1981   Războiul sărmanilor
- 1984   Târziu
- 1988    Poezii de nerostit
- 1993    Fuga din rai